# Третья статья Конституции США
Статья три Конституции США определяет полномочия судебной ветви федеральной власти США. Федеральная судебная система состоит из Верховного Суда США и нижестоящих судов, которые создаются Конгрессом.

## Часть 1: Федеральная судебная система
Часть 1 статьи 3 Конституции США передаёт всю федеральную судебную власть в руки федеральной власти. Конституция вводит такой орган, как Верховный Суд США, разрешает создание нижестоящих судов, определяет пожизненный срок полномочий федеральных судей и запрещает снижение их зарплаты.
Судебная власть в Соединенных Штатах принадлежит единому Верховному суду и нижестоящим судам, которые Конгресс может периодически создавать. Судьи верховного суда и судьи нижестоящих судов сохраняют свою должность, пока ведут себя безупречно и получают в установленное время оплату за свой труд, которая не может быть уменьшена во время их пребывания в должности.

### Число судов и судей
Конституция требует создания одного верховного суда страны, но не устанавливает число судей в нём,  а также число нижестоящих судов. В первой статье Конституции содержится упоминание Председатель Верховного Суда ("Когда решается вопрос об импичменте Президента США председательствует Председатель Верховного Суда"). Число судей устанавливается законом: на данный момент Верховный суд состоит из 9 судей: председателя суда и восьми судей.
Неоднократно поступали предложения разделить Верховный Суд на несколько судебных палат или коллегий, но ни одно из них не было поддержано. В связи с этим вопрос о том, не противоречит ли это требованию Конституции о существовании только одного верховного суда, никогда не решался.
Верховный Суд США - единственный суд, прямо упомянутый в Конституции. Во время принятия проекта Конституции вносилось предложение о том, что Верховный Суд будет единственным федеральным судом, все остальные органы будут созданы лишь на уровне штатов. Однако это предложение было отклонено и были предусмотрены другие федеральные суды.

### Срок полномочий
Конституция устанавливает, что судьи сохраняют свою должность до тех пор, пока их поведение безупречно. Это означает, что судьи назначаются пожизненно, хотя имеют право уйти в отставку по собственному желанию. Судья может быть лишён должности лишь путём применения процедуры импичмента.

### Оплата труда
Размер оплаты труда каждого конкретного судьи не может быть уменьшен в течение всего его пребывания в должности. Однако заработная плата может быть увеличена. Конституция не регулирует вопрос о том, что происходит с судьями, которые работали в ликвидированных решением Конгресса судах. В наши дни, как правило, Конгресс прямо указывает, куда должны быть переведены такие судьи. Так, например, в 1913 году Конгресс ликвидировал Хозяйственный суд США, переведя всех его судей в Окружные суды.

## Часть 2: Юрисдикция, полномочия судов и суд присяжных
Часть 2 определяет общие судебные полномочия, а также юрисдикцию Верховного Суда как суда первой инстанции и апелляционного суда. Кроме того, эта часть устанавливает необходимость проведении суда присяжных во всех делах, кроме дел об импичменте. 
Судебная власть распространяется на все дела, основанные на праве и справедливости, возникающие на основе настоящей Конституции, законов Соединённых Штатов и международных договоров, которые заключены или будут заключены от их имени, на все дела, касающиеся послов, других официальных представителей и консулов; на все дела адмиралтейства и морской юрисдикции; на споры, стороной в которых являются Соединённые Штаты; на споры между двумя или более штатами; между каким-либо штатом и гражданами другого штата, между гражданами различных штатов, между гражданами одного штата, претендующими на земли, предоставляемые другими штатами, и между штатом или гражданами оного и иностранными государствами, гражданами или поданными.
По всем делам, касающимся послов, других официальных представителей и консулов, а также по тем, в которых штат является стороной, Верховный суд наделяется первоначальной юрисдикцией. По всем другим упомянутым выше делам Верховный суд наделяется апелляционной юрисдикцией по вопросам как права, так и факта, с такими исключениями и по таким правилам, какие устанавливает Конгресс. 

Дела о всех преступлениях, исключая те, которые преследуются в порядке импичмента, подлежат рассмотрению судом присяжных; таковое рассмотрение должно происходить в том штате, где преступления совершены; но когда они совершены не в пределах какого-либо штата, рассмотрение дела происходит в том месте или местах, какие Конгресс может указать в законе.

### Суверенный иммунитет штата
Одиннадцатая поправка к Конституции США ограничила юрисдикцию федеральных судов по искам граждан одного штата к другому штату. На данный момент штат имеет иммунитет от иска граждан в федеральных судах. Штат имеет право отказаться от иммунитета в конкретном деле.

### Споры и противоречия
Судам подсудны лишь дела о конкретных спорах и противоречиях. Федеральные суды не имеют права рассматривать гипотетические споры, а также споры, решение по которым не может повлиять на правоотношения между сторонами. Как правило, это означает, что в любом деле должно быть не менее двух противоборствующих сторон, имеющих какой-либо оспариваемый интерес. Верховный Суд США своим решением по делу en:Muskrat v. United States признал неконституционным закон, разрешающий индейцам подавать иски против США касательно конституционности некоторых законов даже в случаях, когда права истцов этими законами никаких не нарушались. Суд указал на то, что Конституция наделяют суды правом разрешать споры, а не проводить юридическую экспертизу или давать правовые советы.

### Верховный Суд как суд первой инстанции и апелляционный суд
Верховный Суд является судом первой инстанции в спорах, в которых стороной является посол, консул или другой иностранный представитель, а также в случае, когда между собой судятся два и более штатов, а также США и определённый штат  В других случаях Верховный Суд является апелляционной инстанцией. При этом Конгресс имеет право ограничить полномочия Верховного Суда по пересмотру определенных категорий дел или вовсе запретить такой пересмотр. Однако Конгресс не может ограничить или расширить юрисдикцию Верховного суда как суда первой инстанции.
Суды могут принимать к рассмотрению иски с целью определения, имеют ли они юрисдикцию в данном деле. В случае, если суд обнаруживает, что такой юрисдикции нет, иск остаётся без рассмотрения. При этом стороны могут обжаловать подобное решение в вышестоящих судах и доказывать наличие юрисдикции у конкретного суда.

### Судебный контроль
Конституция прямо не установила право судов контролировать соответствие законом Конституции, однако один из авторов Конституции А.Гамильтон утверждал, что право трактовки законом за судами закреплено длительной правовой традицией. Конституция должна восприниматься судьями как Основоположный закон. В случае если принятый закон противоречит Конституции он не может быть применён. Важным является тот факт, что суд не может прямо отменить закон, однако может указать на невозможность его применения полностью или в отдельных обстоятельствах.
Впервые данный принцип был закреплён в решении Верховного Суда по делу «Мэрбэри против Мэдисона» 1803 года. Это дело стало одним из ключевых во всей американской правовой истории. Суть спора состоялась в том, что уходящий со своего поста Президент Джон Адамс утвердил несколько новых судей. Однако Государственный секретарь Маршалл не доставил указы об утверждении адресатам. Новый Президент запретил новому секретарю доставлять эти указы, тем самым лишив новых судей их должностей. Один из таких кандидатов в судьи подал иск с требованием обязать государственного секретаря вручить ему указ. Согласно Закону о судоустройстве 1789 года такие спору были подсудны Верховному Суду как суду первой инстанции. Верховный Суд попал в сложное положение: в случае удовлетворения иска новый государственный секретарь мог отказаться его исполнять, а способов заставить его не существовало. В случае отказа в удовлетворении иска суд сам нарушил бы закон, поскольку причин не доставлять подписанные указы не было.
В результате Верховный суд признал неконституционным Закон о судоустройстве 1789 года в части передачи Верховному Суду полномочий решать этот спор в качестве суда первой инстанции и оставил иск без рассмотрения. Таким образом, одновременно было установлено две доктрины: полномочия Верховного Суда не подлежат расширению и суды могут признавать законы не конституционными.

### Суд присяжных

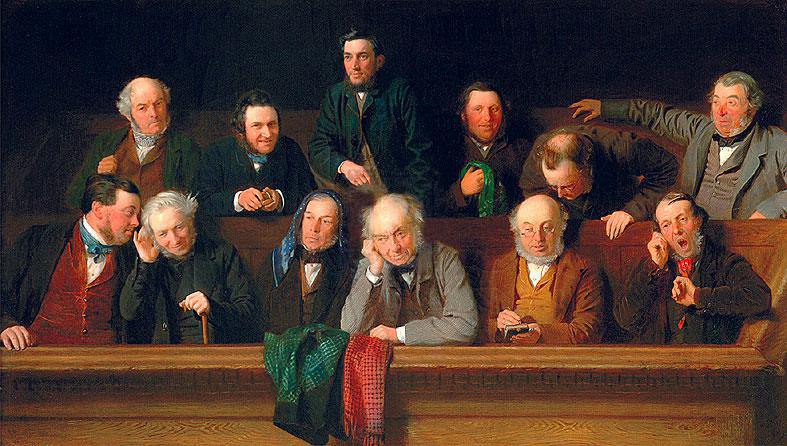
Жюри присяжных, XIX век

Конституция требует, что бы все федеральные преступления рассматривались судом присяжных, если только обвиняемые добровольно не откажется от этого права. Суд должен проходить в том же штате, где было совершено преступление. Кроме того, как правило, это должен быть тот же судебный округ. Если преступление совершено за пределами всех штатов то суд проходит в месте, устанавливаемом Конгрессом. 
Во время процедуры импичмента в роли присяжных выступает полный состав Сената.

## Часть 3: Государственная измена
Часть 3 даёт определение государственной измены и наказанию за неё.
Изменой против Соединенных Штатов может считаться только ведение войны против них или же помощь врагу путём предоставления ему помощи и поддержки. Никто не может быть осуждён за измену иначе как на основании показаний хотя бы двух свидетелей о том же самом деянии или же признании на открытом судебном процессе.

Конгресс имеет право устанавливать наказание за измену, но осуждение за измену не может приводить к поражению в правах потомков, а также конфискации имущества иначе, как при жизни осуждённого.
Конституция определяет измену как одно из двух деяний: ведение войны против США или помощь врагам США. Этим Конституция принципиально отличалась от английский законов того времени, дающим весьма широкое определение измене. В деле Болмана  Верховный Суд указал на то, что измена может состояться лишь в случае, когда для ведения войны против США собралась реальная группа людей.
Авторы отвергли остальные определения измены из современных им британских законов: покушение на короля, в том числе совершенное мысленно, фальшивомонетничество, а также внебрачные незаконные отношения с членами королевской семьи, если это могло привести к спорам о престолонаследовании. В то же время требование о двух свидетелях было списано с британского Акта об измене 1695 года.
Два свидетеля должны дать показания о каждом конкретном действии, входящем в определении измены, хотя если таких действий было несколько - свидетели могут быть разные. Однако каждое действие всегда должно подтверждаться двумя свидетельскими показаниями. При этом нет нужды в даче показаний двумя свидетелями о мотивах или намерениях подсудимого.
Наказание за измену индивидуализировано: родственники осуждённого не считаются запятнанными изменой. Кроме того, конфискованное у осужденного имущество должно быть возвращено наследникам после его смерти.